# 박선우 (1957년)
박선우(朴宣宇, 1957년 ~ )는 26사단장, 이라크 평화·재건사단장, 37사단장, 육군 제2군단장, 합참작전본부장과 24대 한미연합사 부사령관을 역임하였다. 종교는 천주교이며, 세례명은 모세이다.

## 학력
- 1979년 : 육군사관학교 제35기
- 1985년 : 육군보병학교 졸업
- 1987년 : 국방대학교 행정학사

## 수상
- 2015년 보국훈장 통일장
- 2015년 미국 공로훈장
- 2008년 미국 공로훈장

## 경력
- 2025.02. ~ : 더불어민주당 동북아평화협력특별위원회 부위원장
- 2022.01. ~ : 더불어민주당 입당
- 동양대 안보학 초빙교수
- 사단법인 국방안보포럼 이사장
- 2013.09. ~ 2015.09. : 한미연합군 부사령관 겸 한미연합군 지상구성군 사령관
- 2013.09 ~ 2015.09: 대한민국 육군 대장
- 2012.11. ~ 2013.09. : 대한민국 합동참모본부 작전본부 본부장
- 2010.12. ~ 2012.11. : 대한민국 육군 제2군단 군단장
- 2010.12 ~ 2013.09 : 대한민국 육군 중장
- 2009.10. ~ 2010.12. : 대한민국 합동참모본부 군사기획부 부장
- 대한민국 육군 소장
- 2008.12 : 제33대 대한민국 육군 37사단 사단장
- 2008.04. ~ 2008.12. : 제3대 이라크 평화재건사단장
- 대한민국 육군 26사단 사단장
- 대한민국 육군 제3군사령부 작전처장
- 육군대학 교수부장